# Bizerte Sud
La delegació o mutamadiyya de Bizerte Sud o Bizerta Sud (àrab: معتمدية بنزرت الجنوبية, muʿtamadiyyat Binzart al-Janūbiyya) és una delegació de Tunísia, a la governació de Bizerta, que abraça tota la zona al sud i a l'oest de la ciutat de Bizerta fins al llac Ichkeul, al sud, i la mar Mediterrània, a l'oest. Té al nord la delegació de Bizerte Nord. El cens del 2004 li dona una població de 44.230 habitants.

## Administració
Com a delegació o mutamadiyya, duu el codi geogràfic 17 53 (ISO 3166-2:TN-12) i està dividida en deu sectors o imades:
- Teskraia (17 53 51)
- Farhat Hached (17 53 52)
- Marnissa (17 53 53)
- Hicher (17 53 54)
- Sidi Ameur (17 53 55)
- Louata (17 53 56)
- Bab Mateur (17 53 57)
- Cité El Jala (17 53 58)
- El Massida (17 53 59)
- Sidi Ahmed (17 53 60)

A nivell de municipalitats o baladiyyes, forma part de la municipalitat de Bizerta (codi geogràfic 17 11), que s'estén pels deu sectors d'aquesta delegació i pels disset de les delegacions de Bizerta Nord i Zarzouna.